# Сярі (гора)
Сярі, Шярі (яп. 斜里岳, латиніз.: Shari-dake) — вулкан, розташований на півострові Сіретоко острова Хоккайдо, Японія. Висота гори становить 1547 м. Сярі — самостійна вершина, по якій проходить кордон між повітами Сібецу та Сярі. Вона належить до природного парку префектури Сярі і була обрана до списку 100 відомих гір Японії. Одне з популярних туристичних місць у Кійосато, повіт Сярі.

## Опис
Назва вулкану мовою айнів «онне-нупурі», що означає «велика (стара) гора». Сучасна назва походить від витоку річки Сярі, яка бере початок біля південного підніжжя гори Сярі.
Вулкан неактивний від часів плейстоцену, приблизно 250 000 років тому, і має складну форму вершини через наявність численних кратерів. На вершині розташовано шість кратерів. Приблизно 12 км у діаметрі та 950 м заввишки. Гора Сярі належить до вулканічного поясу Чісіма та розташована в місці, що з'єднує гірський хребет Сіретоко та вулканічну групу Акан.
Вершина складається з тьох гір: гори Сярі, гори Мінамі Сярі (1442 м) та Нішіміне (1452 м) . З вершини можна побачити гори Акан, гірський хребет Ширетоко і Охотське море.

## Туризм
На гору прокладено два маршруту. Маршрут Онненупурі має довжину 10,3 км, час проходження 7 годин 20 хвилин, висота підйому дорівнює 1129 м. Стара тропа вздовж Савасуджі має коротший маршрут та менш складний шлях.

## Галерея

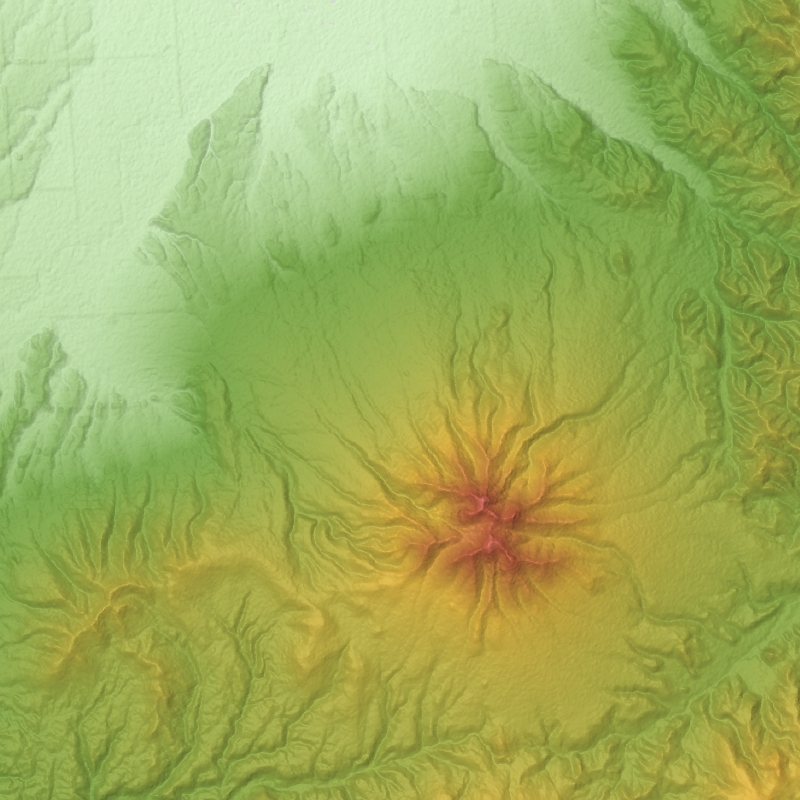
Топографічна карта вулкана Сярі
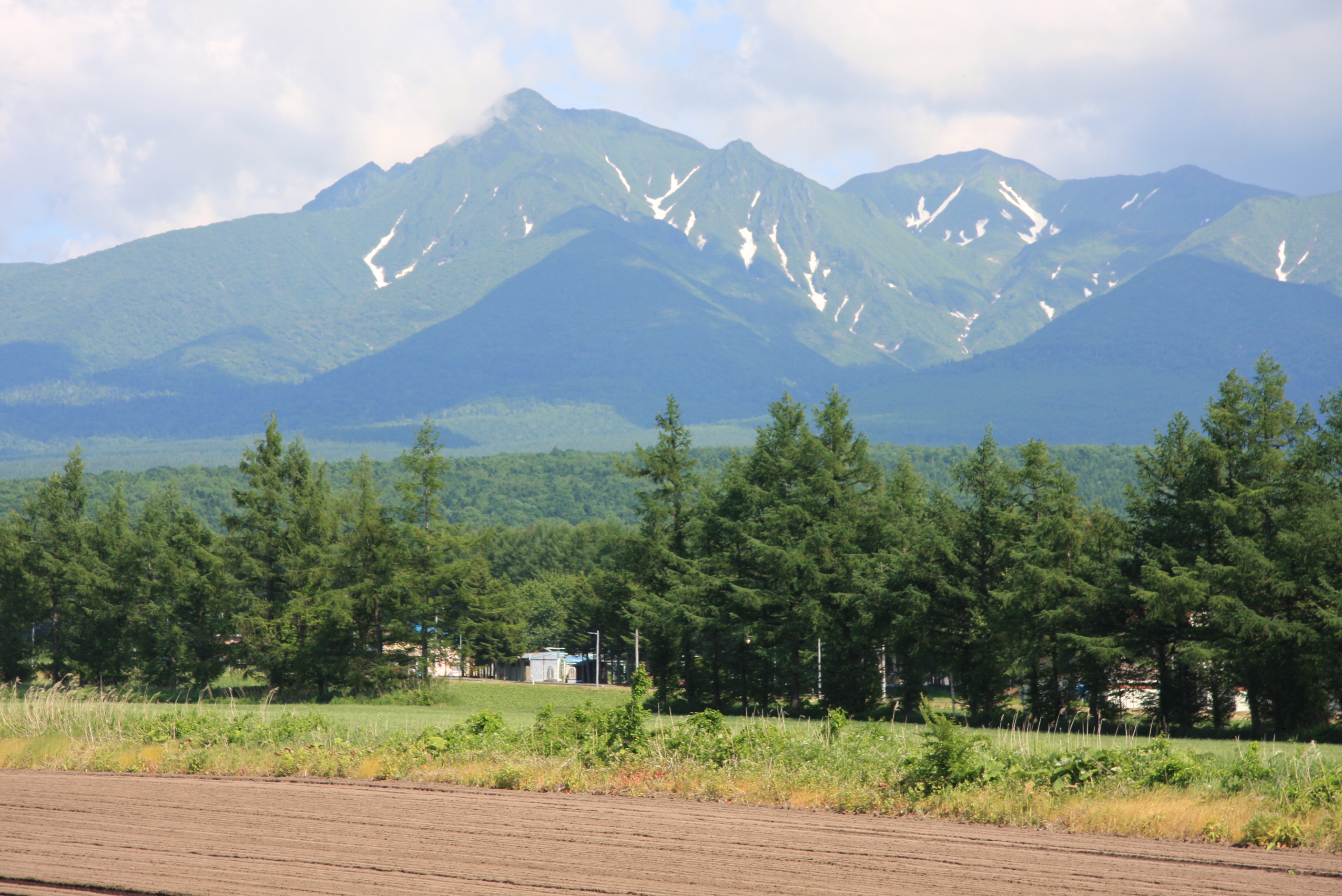
Вид з північного заходу (місто Кіосато)
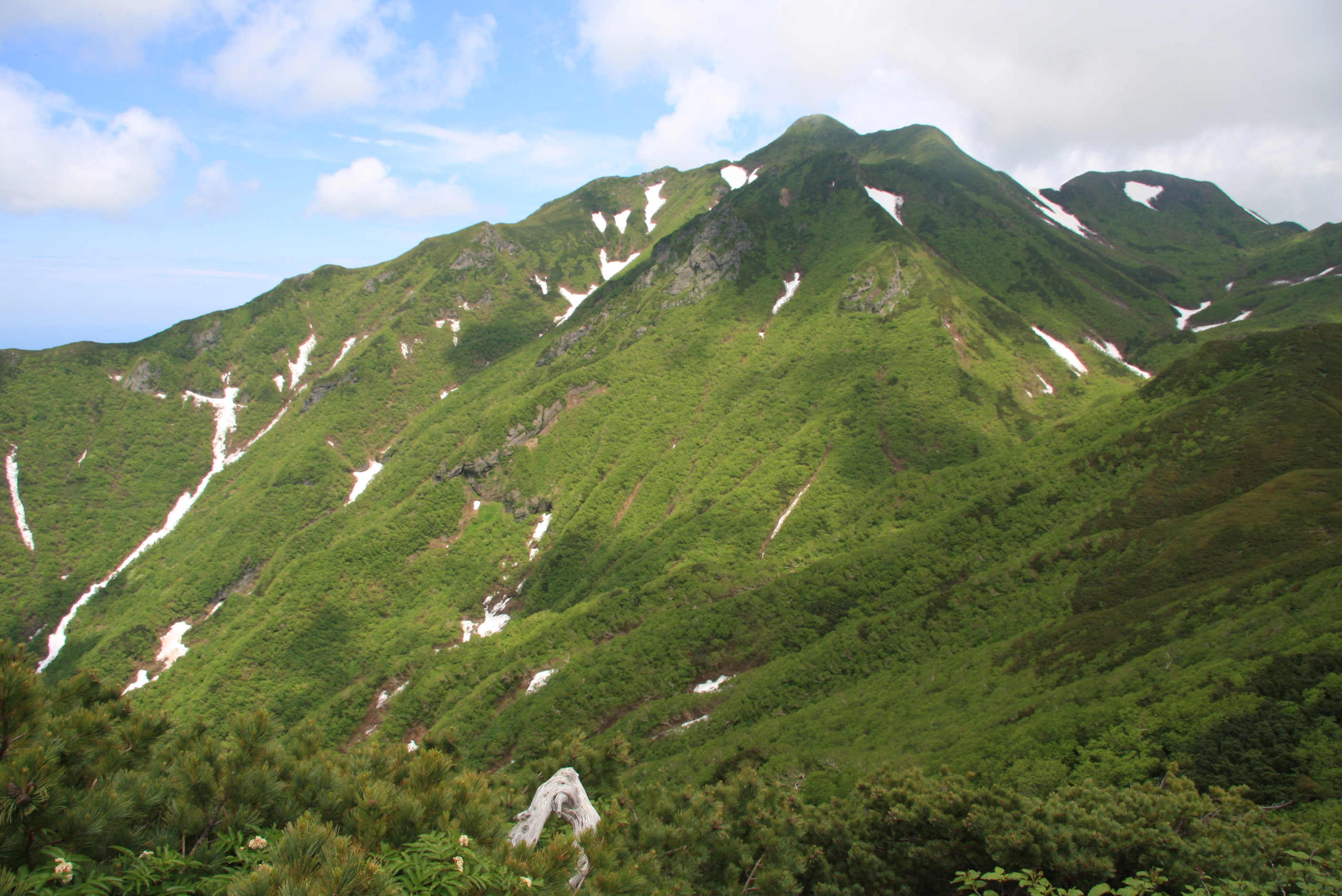
Вид на вершину гори з перевалу Кумами
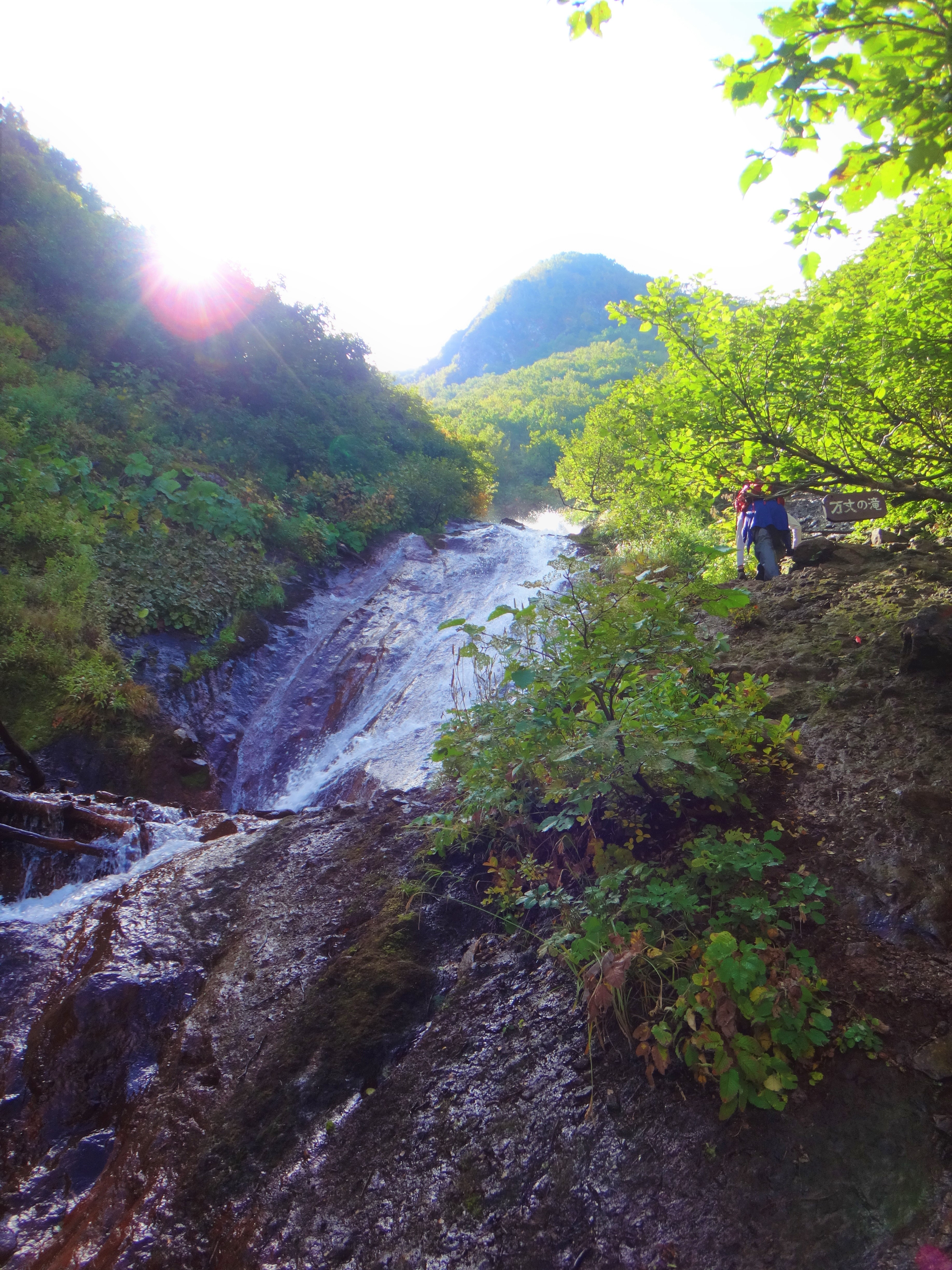
Тропа старої дороги Савасуджі
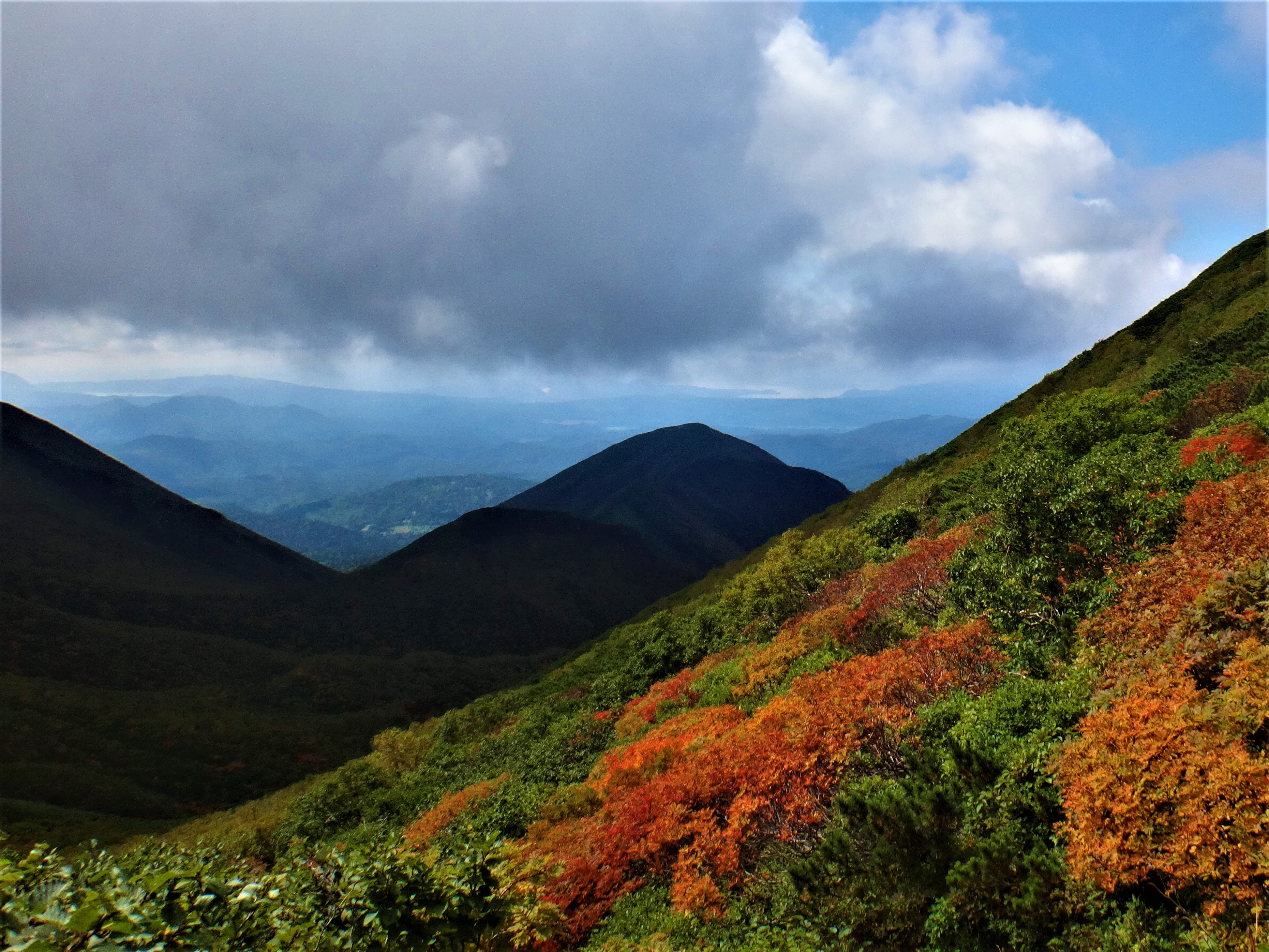
Озеро Машу (ззаду ліворуч) і озеро Кушаро(ззаду справа) трохи нижче вершини.
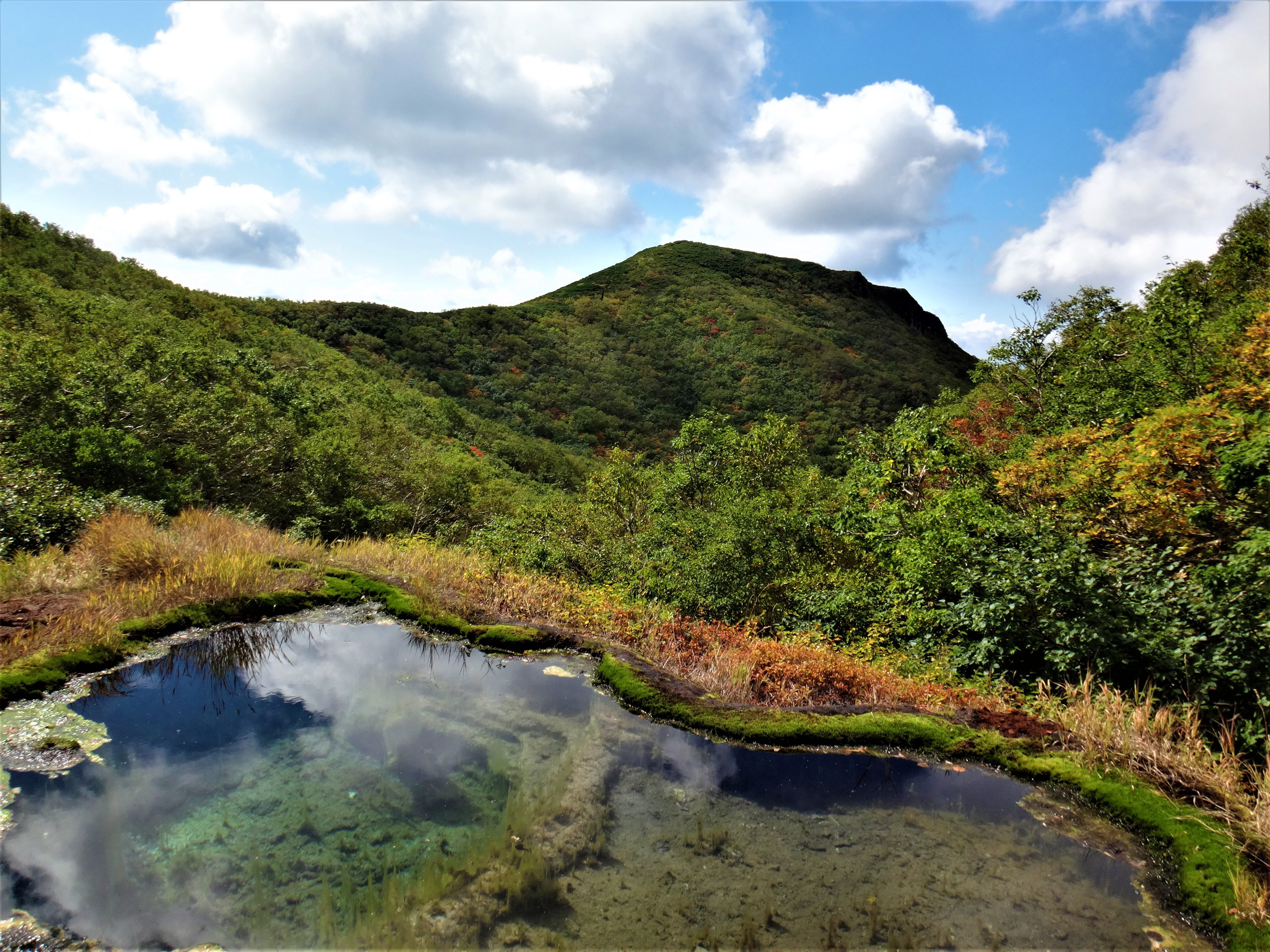
Ставок Рюдзін-но-іке поруч тропою Онненупурі
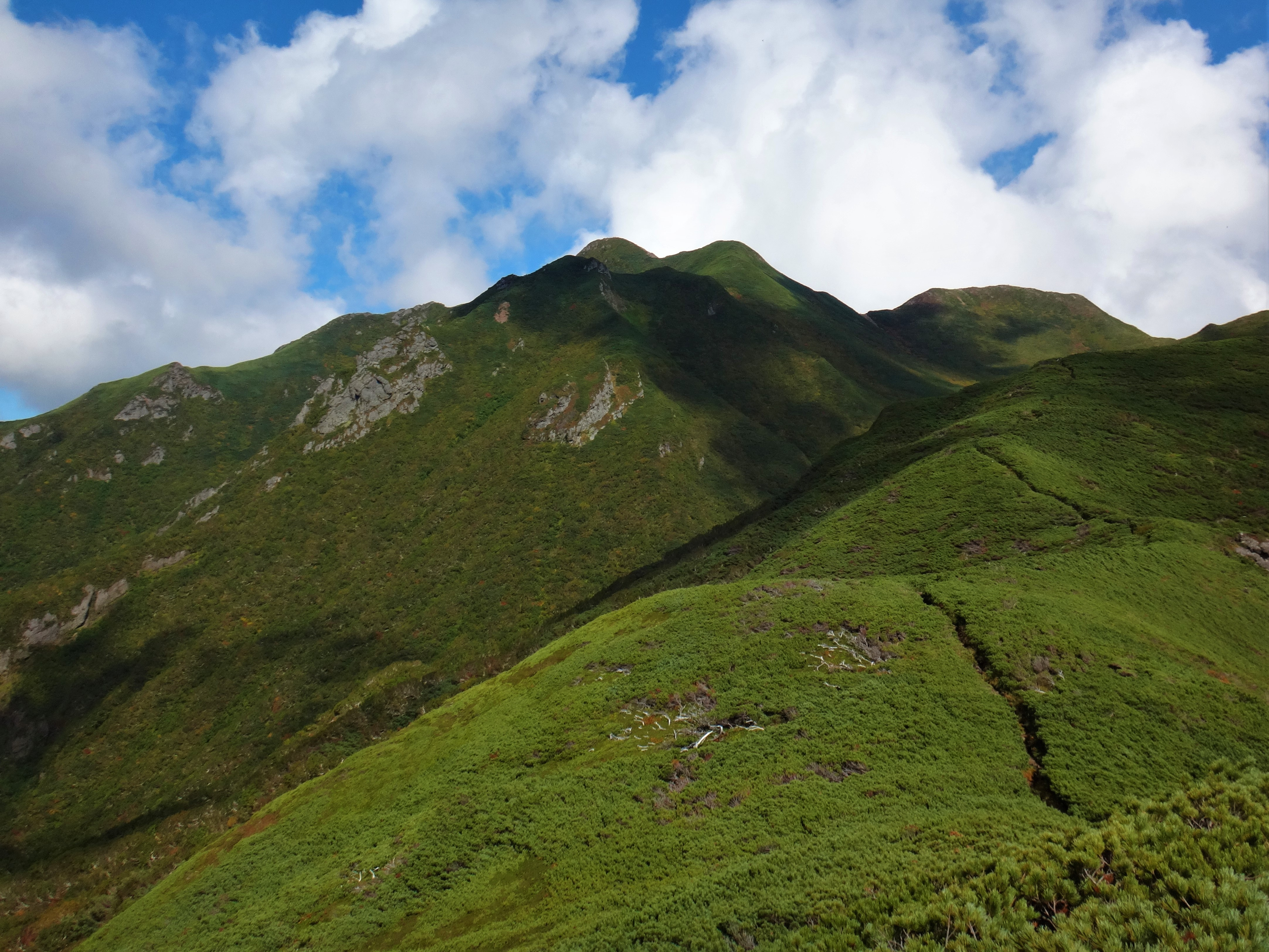
Гора Сярі з тропи Шіндо
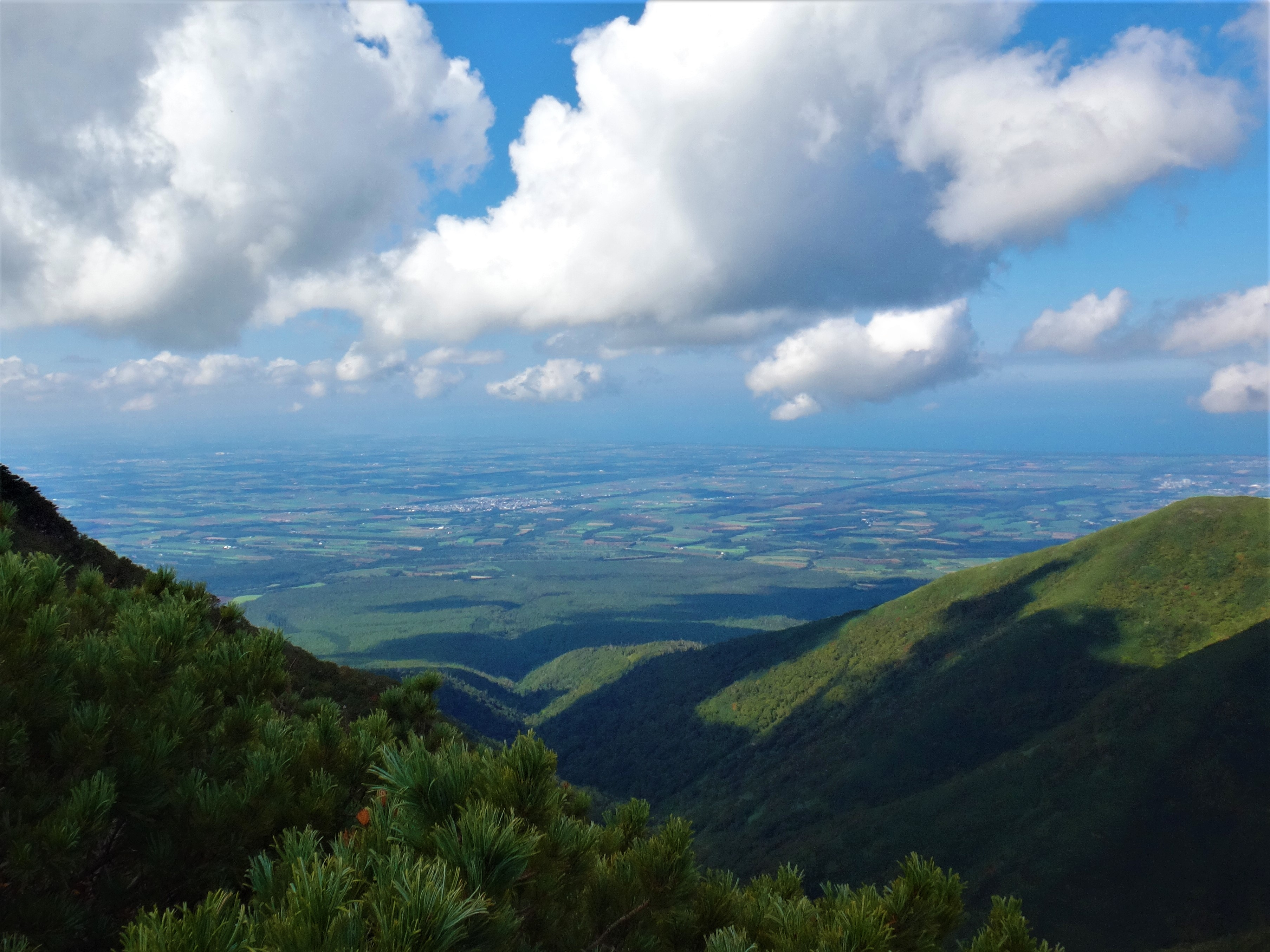
Місто Кійосато з гори